# Cornelis Bloemaert
Cornelis Bloemaert o Cornelis Bloemaert II (Utrecht, 1603 - Roma, 1692), va ser un pintor i gravador neerlandès, fill d'Abraham Bloemaert.
Cornelis es va formar com a pintor en el taller del seu pare al costat dels seus germans Hendrick, Frederik i Adriaan. Encara que la seva formació inicial va ser la de pintor, es va dedicar amb preferència al gravat, tècnica que havia après amb Crispijn van de Passe. Es va traslladar a París el 1630, on amb molts altres gravadors va proporcionar algunes de les estampes del llibre Tableaux du temple des muses tirez du cabinet de feu Mr Favereau, et gravez en tailles-douces par les meilleurs maistres de son temps pour représenter les vertus et les vices, sur les plus illustres fables de l'antiquité, de l'abat Michel de Marolles.
El 1633 va marxar a Roma, segons Arnold Houbraken amb intenció de realitzar gravats de les més cèlebres pintures italianes, amb tant èxit que va demorar el seu retorn als Països Baixos fins que va ser trucat pel seu pare, que desitjava tornar a veure'l abans de morir. Alguns dels seus més coneguts gravats pertanyen a aquesta sèrie de reproduccions d'obres italianes, com la Sagrada Família d'Annibale Carracci o L'adoració dels pastors de Pietro da Cortona. A Roma es va incorporar a la germandat o banda dels Bentvueghels, formada pels artistes nòrdics establerts a la ciutat.